# Bāb al-ʿAzīziyya
Bāb al-ʿAzīzīyya (in arabo باب العزيزية‎?, ("La splendida porta"), è una caserma militare alla periferia sud di Tripoli, la capitale della Libia. È stato a lungo il principale quartier generale del leader libico Mu'ammar el-Gheddafi, fino al 23 agosto 2011 quando è stata conquistata dai ribelli che hanno dato vita alla guerra civile libica.

## Caratteristiche
La base, che si estende su 6 km2 è strategicamente situata a sud di Tripoli, presso il limite settentrionale dell'aeroporto di Tripoli e al termine settentrionale dell'autostrada che conduce all'aeroporto, garantendo un comodo accesso ai siti governativi in città e un rapido accesso autostradale all'aeroporto internazionale di Tripoli, attraverso l'autostrada.

### Compounddella famiglia Gheddafi
Il complesso ha funzionato da compound della famiglia Gheddafi, che tra le baracche militari poteva disporre di strutture per ospitare banchetti ed altri eventi pubblici, ma, secondo le descrizioni dell'Intelligence statunitense (rivelate da WikiLeaks), esso "non sarebbe sontuoso ed in alcun modo paragonabile all'ostentazione degli Stati del Golfo o del clan della famiglia Hariri (in Libano)".

## Storia

### Bombardamento del 1986
Il sito fu il principale obiettivo del bombardamento della Libia del 15 aprile 1986, autorizzato dal presidente statunitense Ronald Reagan, quale ritorsione per l'attentato attentato alla discoteca di Berlino del 1986 in cui era coinvolto il governo libico.
In quell'occasione, il leader libico riuscì a salvarsi, giovandosi degli avvertimenti tempestivi di Bettino Craxi, allora Presidente del Consiglio italiano, e di Karmenu Mifsud Bonnici, suo omologo nel governo maltese. I due leader politici gli rivelarono che aerei militari non autorizzati stavano sorvolando lo spazio aereo maltese dirigendosi a Sud verso Tripoli: Gheddafi e la sua famiglia abbandonarono in fretta la loro residenza un attimo prima che tredici aeroplani dell'aeronautica militare statunitense sganciassero le loro bombe.
A memoria del fallimento della missione, Gheddafi fece porre all'interno del complesso un monumento raffigurante un pugno alzato, serrato a stritolare un aereo da guerra statunitense.

### Bombardamenti della coalizione NATO del 2011

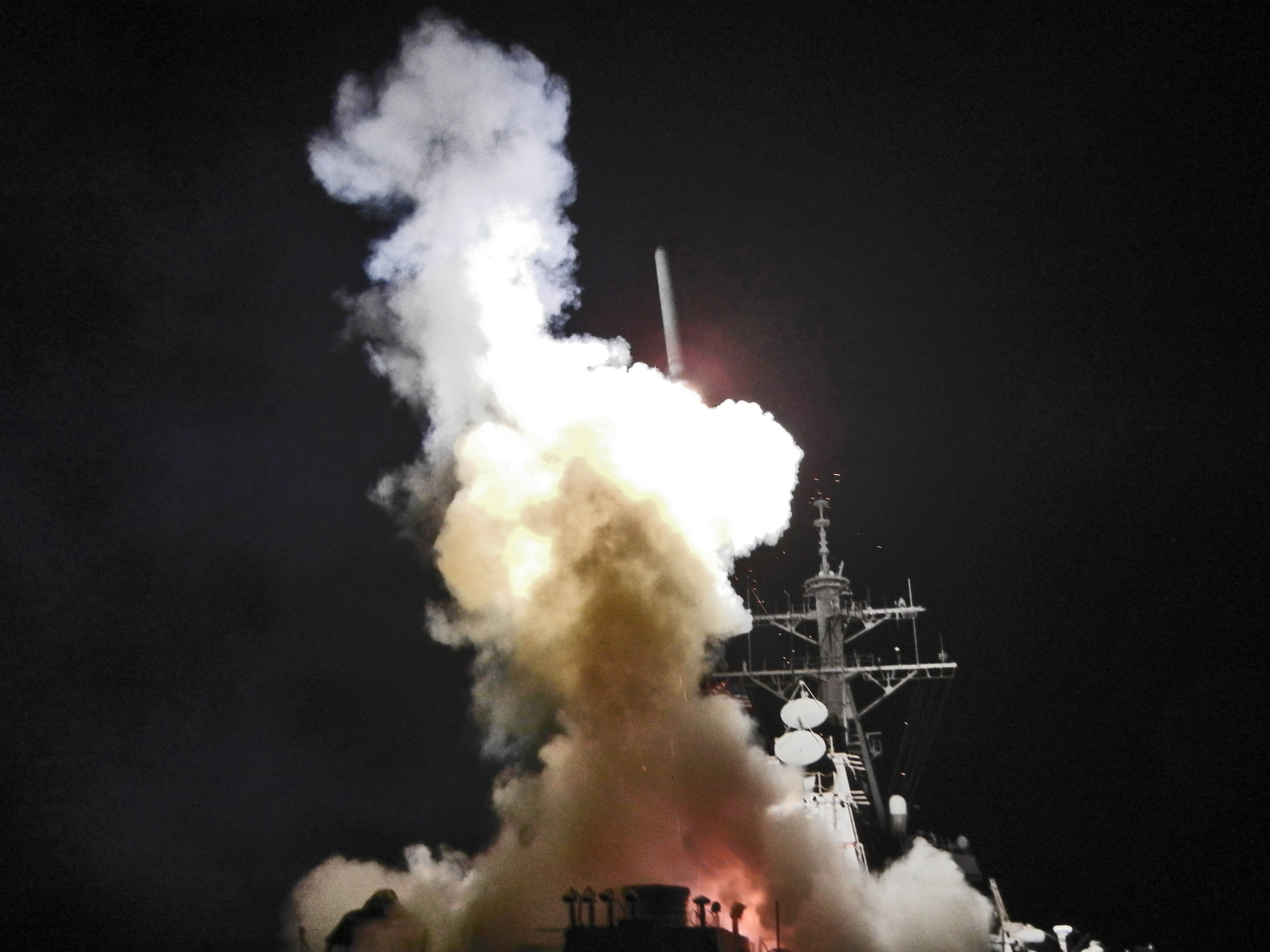
Lancio di un missile Tomahawk dalla USS Barry verso la Libia, durante l'Intervento NATO del 2011

Domenica 20 marzo 2011, il complesso divenne bersaglio dei bombardamenti disposti dalla NATO, con il lancio di un missile Tomahawk avvenuto nell'ambito dell'operazione militare del 2011. La giustificazione addotta per la scelta di un tale obiettivo è che il compound di Bāb al-ʿAzīziyya ospita dei centri di controllo e di comando dell'esercito libico.
Il 21 marzo 2011 c'è stato il progetto di un secondo bombardamento sul complesso ma la missione militare fu annullata per la presenza di civili nei dintorni degli edifici. Durante l'intera campagna NATO, la televisione libica ha continuamente mostrato immagini di assembramenti di civili festanti nei dintorni del complesso.
Il 24 aprile 2011, intorno alle 23:00 UTC, il complesso è stato bombardato dopo un avvertimento rivolto ai civili al suo interno. Durante il raid, furono colpiti i principali studi della TV libica.
Il 24 maggio 2011, durante la notte, sono state avvertite una serie di potenti esplosioni sulla capitale libica, dopo che la NATO aveva condotto circa 20 bombardamenti. Alcuni testimoni hanno riferito che le esplosioni sembravano provenire dal complesso di al-ʿAzīziyya. Un portavoce della NATO ha dichiarato che i raid NATO hanno colpito un hangar per veicoli militari nei pressi di Bāb al-ʿAzīziyya. Musa Ibrahim, portavoce del governo libico, ha tuttavia affermato che gli aerei NATO avevano mancato il bersaglio, colpendo invece le circostanti abitazioni civili. La televisione del governo libico ha mostrato 19 cadaveri in un ospedale. Il personale ospedaliero dichiarava che le vittime erano civili colpiti dai "crociati della NATO"”.
Nella notte del 22 agosto 2011, su richiesta dei ribelli, la coalizione ha pianificato e condotto dei bombardamenti mirati alle strutture del compound, in funzione propedeutica alla battaglia prevista per il giorno successivo. L'assedio al complesso si è concluso nel pomeriggio del 23 agosto, quando truppe dei rivoltosi sono riuscite a penetrare nel recinto, a prenderne possesso e a farvi sventolare la bandiera del Consiglio nazionale di transizione. I ribelli non hanno trovato alcuna traccia del leader della Jamāhīriyya.